# Trochtelfingen
Trochtelfingen è una città tedesca di 6 621 abitanti, situato nel land del Baden-Württemberg.